# Washburn WI14
Washburn WI14 – produkowana od roku 1999 gitara elektryczna firmy Washburn z serii "Idol". Posiada korpus wykonany z lipy, 22 progi oraz 2 przystawki typu humbucker.
Dostępna w kolorach :
- Walnut (orzechowy)
- Black (czarny)
- Metallic Blue (metaliczny niebieski)
- Metallic Grey (metaliczny szary)